# Wushu nos Jogos Asiáticos em Recinto Coberto de 2009
As competições de wushu (kung-fu) nos Jogos Asiáticos em Recinto Coberto de 2009 ocorreram entre 4 e 7 de novembro. Oito eventos foram disputados.

## Calendário
| Outubro/Novembro | 28 | 29 | 30 | 31 | 1 | 2 | 3 | 4 | 5 | 6 | 7 | 8 | Finais |
| ---------------- | -- | -- | -- | -- | - | - | - | - | - | - | - | - | ------ |
| Wushu            |    |    |    |    |   |   |   |   |   | 6 | 2 |   | 8      |

## Quadro de medalhas
| Ordem | País      | Medalha de ouro | Medalha de prata | Medalha de bronze |    |
| ----- | --------- | --------------- | ---------------- | ----------------- | -- |
| 1     | China     | 4               | 1                |                   | 5  |
| 2     | Vietname  | 3               | 1                | 1                 | 5  |
| 3     | Irã       | 1               | 3                |                   | 4  |
| 4     | Hong Kong |                 | 1                | 1                 | 2  |
| 4     | Filipinas |                 | 1                | 1                 | 2  |
| 6     | Sri Lanka |                 | 1                |                   | 1  |
| 7     | Índia     |                 |                  | 3                 | 3  |
| 7     | Tailândia |                 |                  | 3                 | 3  |
| 9     | Brunei    |                 |                  | 1                 | 1  |
| 9     | Indonésia |                 |                  | 1                 | 1  |
| 9     | Iraque    |                 |                  | 1                 | 1  |
| TOTAL | TOTAL     | 8               | 8                | 12                | 28 |

## Medalhistas
| Evento            | Ouro                          | Prata                         | Bronze                                                          |
| Duilian Barehand  | VIE Vietnã                    | SRI Sri Lanka                 | THA Tailândia                                                   |
| Duilian Armas     | CHN China                     | HKG Hong Kong                 | BRU Brunei INA Indonésia                                        |
| Sanshou até 48 kg | VIE Vietnã Nguyen Thi Bich    | IRI Irã Khadijeh Zeinalzadeh  | PHI Filipinas Jennifer Lagilag HKG Hong Kong Chao Ho Yee        |
| Sanshou até 52 kg | CHN China Gong Jinlan         | PHI Filipinas Rhea May Rifani | VIE Vietnã Nguyen Thuy Ngan                                     |
| Sanshou até 56 kg | CHN China Shi Wenqi           | IRI Irã Maryam Tavakkoli      | THA Tailândia Phannipha Lukchanthuek IND Índia Sandhyarani Devi |
| Sanshou até 60 kg | IRI Irã Zahra Karimi          | CHN China Wang Wei            | IRQ Iraque Nazeen Ahmed                                         |
| Sanshou até 65 kg | CHN China Song Ling           | VIE Vietnã Nguyen Thi Sang    | THA Tailândia Pimnipa Tanawatpipat IND Índia Rebita Devi        |
| Sanshou até 70 kg | VIE Vietnã Nguyen Thi Hai Yen | IRI Irã Fatemeh Dehghani      | IND Índia Jaiwanti                                              |